# Брайни-Бризис (Флорида)
Брайни-Бризис (англ. Briny Breezes) — муниципалитет, расположенный в округе Палм-Бич (штат Флорида, США) с населением в 411 человек по статистическим данным переписи 2000 года.

## География
По данным Бюро переписи населения США муниципалитет Брайни-Бризис имеет общую площадь в 0,26 квадратного километра, водных ресурсов в черте населённого пункта не имеется.
Муниципалитет Брайни-Бризис расположен на высоте 4 м над уровнем моря.

## Демография
По данным переписи населения 2000 года в Брайни-Бризис проживало 411 человек, 129 семей, насчитывалось 266 домашних хозяйств и 534 жилых дома. Средняя плотность населения составляла около 1580,77 человека на один квадратный километр. Расовый состав населённого пункта распределился следующим образом: 99,27 % белых, 0,49 % — азиатов, 0,24 % — других народностей. Испаноговорящие составили 0,49 % от всех жителей.
Из 266 домашних хозяйств в 1,9 % воспитывали детей в возрасте до 18 лет, 44,7 % представляли собой совместно проживающие супружеские пары, в 2,6 % семей женщины проживали без мужей, 51,5 % не имели семей. 48,5 % от общего числа семей на момент переписи жили самостоятельно, при этом 34,2 % составили одинокие пожилые люди в возрасте 65 лет и старше. Средний размер домашнего хозяйства составил 1,55 человека, а средний размер семьи — 2,06 человека.
Население муниципалитета по возрастному диапазону по данным переписи 2000 года распределилось следующим образом: 1,9 % — жители младше 18 лет, 1,5 % — между 18 и 24 годами, 4,9 % — от 25 до 44 лет, 25,3 % — от 45 до 64 лет и 66,4 % — в возрасте 65 лет и старше. Средний возраст жителей составил 70 лет. На каждые 100 женщин в Брайни-Бризис приходилось 77,9 мужчины, при этом на каждые сто женщин 18 лет и старше приходилось 76,0 мужчины также старше 18 лет.
Средний доход на одно домашнее хозяйство составил 34 583 доллара США, а средний доход на одну семью — 55 500 долларов. При этом мужчины имели средний доход в 31 250 долларов США в год против 33 333 долларов среднегодового дохода у женщин. Доход на душу населения составил 34 583 доллара в год. 1,5 % от всего числа семей в населённом пункте и 6,6 % от всей численности населения находилось на момент переписи населения за чертой бедности, при этом 5,6 % жителей были в возрасте 65 лет и старше.